# Балакаев, Алексей Гучинович
Алексе́й Гучи́нович Балака́ев (калм. Балакан Алексей, 10.02.1928, Шикирта, Яндыко-Мочажный улус, Калмыцкая автономная область (ныне — Буруны, Наримановский район, Астраханская область), РСФСР — 09.05.1998, Элиста, Калмыкия, Россия) — калмыцкий поэт, драматург, переводчик, народный писатель Калмыкии.

## Биография

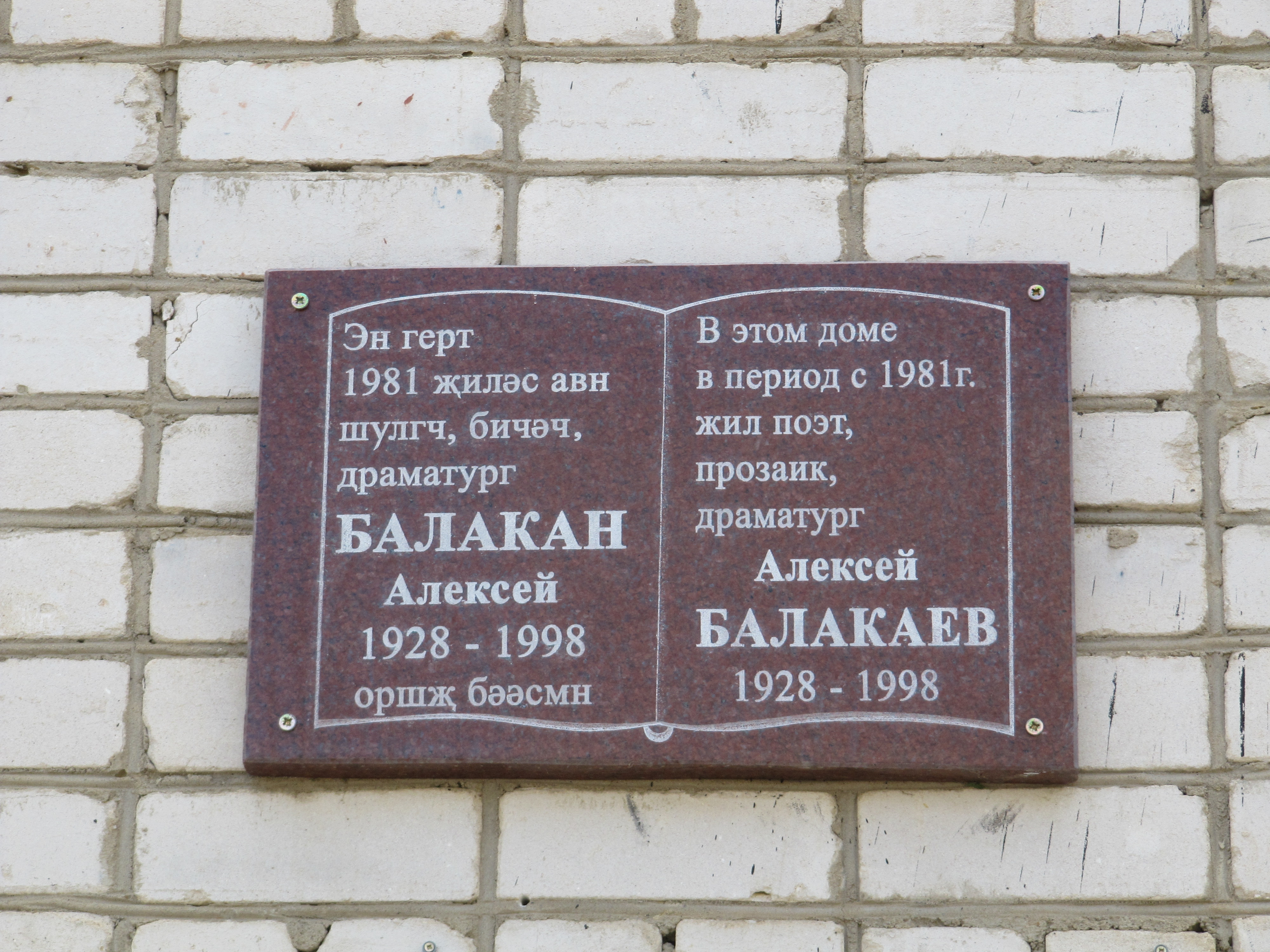
Мемориальная доска

Алексей Балакаев родился 10 февраля 1928 года в деревне Шикирта (ныне — Наримановский район, Астраханская область). В 1941 году Алексей Балакаев начал свою трудовую деятельность в местном колхозе. В 1943 году во время депортации калмыков был выслан в Сибирь. Во время ссылки обучался в Красноярской художественной школе имени В. Сурикова. Работал учителем рисования в школе № 33 станции Чернореченской (ныне посёлок Новочернореченский). В это же время начал заниматься литературной деятельностью. Ему помогал сибирский писатель Сергей Сартаков, способствовавший публикации 19 декабря 1948 года заметки «Первые шаги» о жизни сибиряков в газете «Красноярский рабочий».
После возвращения в Калмыкию, в 1957 году, Алексей Балакаев стал работать литературным сотрудников в газете «Хальмг үнн», позднее — редактором Калмыцкого книжного издательства.
В 1961 году закончил Элистинское педагогическое училище.
В 1963 году Алексей Балакаев закончил высшие литературные курсы при Литературном институте имени Максима Горького. В 1969 году закончил Литературный институт имени Максима Горького. В 1975 году — высшие курсы драматургии при ГИТИС.
В 1992 году удостоен звания Народного писателя Калмыкии.

## Творчество
Балакаев известен в калмыцкой литературе как автор книги «Элст деер мандлсн одн» (Звезда над Элистой) — первого калмыцкого романа о жизни рабочего класса, а также повестью «Три рисунка» — о депортации калмыцкого народа.
В последние годы своей жизни занимался драматургией. Его пьеса «Иткл» (Верность) была поставлена в 1964 году на сцене Калмыцкого драматического театра. Балакаев создал либретто первой калмыцкой музыкальной комедии «Элстин вальс» (Элистинский вальс).
В 1957 году, будучи три дня в гостях у джангарчи Давы Шавалиева, записал из его уст калмыцкие йөрәл (благопожелания), которые были изданы отдельной книгой в 1960 году.
Занимался переводами на калмыцкий язык стихотворений Якуба Коласа, книги Николая Островского «Как закалялась сталь».

## Общественная деятельность
Алексей Балакаев неоднократно избирался депутатом Верховного Совета Калмыцкой АССР, участвовал в Комиссии по джангароведению, был членом Комиссии по культуре и традиции, членом правления писательской организации «Обновление».

## Сочинения

### На калмыцком языке
- Түрүн дун (Первая весна), стихи, 1959 г.;
- Сәәхн күүки Саглр (Красавица Саглар), повесть и рассказы, 1961 г.;
- Ленинә белглсн кишг (Счастье, подаренное Лениным), стихи, 1962 г.;
- Элст деер мандлсн одн (Звезда над Элистой), роман, 1963 г.;
- Три рисунка, повесть, 1963 г.;
- Сокровище Золотого Родника, повести, 1965 г.;
- Крылатая молодость, Поэма и стихи, 1965 г.
- Солнце благослови меня, 1978 г.;
- Правительствин даалһвр (Правительственное задание), 1981 г.
- Имя той звезды, 1982 г.;
- Златогрудый юноша Джиргал и мудрая красавица Кишгтя, 1983 г.;
- Один в степи ветер, 1983 г.;
- Солнце моей жизни, 1983 г.;
- Седая и молодая Сарпа, 1984 г.;
- Солнце, благослови меня, 1984 г.;
- В степи орлиной, 1985 г.;
- Заалу зерг (Мужество), 1985 г.;
- Судите меня сами, 1986 г.

### На русском языке
- Степная искра, стихи, 1961 г.

## Награды
- Медаль «За трудовую доблесть в Великой Отечественной войне»
- Лауреат премии Калмыцкой АССР имени Городовикова (1979)
- Народный писатель Калмыкии (1992)

## Источник
- Джимгиров М. Э., Писатели советской Калмыкии, Калмыцкое книжное издание, Элиста, 1966, стр. 45—51